# 城厢镇 (全南县)
城厢镇，是中华人民共和国江西省赣州市全南县下辖的一个乡镇级行政单位。

## 行政区划
城厢镇下辖以下地区：
含江路社区、寿梅路社区、城西社区、滨江社区、城厢村、田心村、樟树村、小慕村、镇仔村、黄埠村和上山村。